# Arston
Artsiom Kozel, plus connu sous le nom Arston, est un disc-jockey biélorusse né le 13 juin 1987, et actif depuis 2012.

## Discographie

### Singles
- 2012 : Flashmob [S2 Records]
- 2012 : Empire [S2 Records]
- 2013 : Match Point (avec D-Mad) [Cr2 Records]
- 2013 : Zodiac [PinkStar Records]
- 2014 : The Universe (avec Marcus Schossow) [Revealed Recordings]
- 2014 : Symphony (avec Sandro Silva) [Revealed Recordings]
- 2014 : Star Warz (Swanky Tunes Edit) [Showland]
- 2014 : Circle Track (feat. Jake Reese) [Armada Trice]
- 2015 : Light [Armada Trice]
- 2015 : Where the Lights Are (feat. Christian Burns) [Revealed Recordings]
- 2015 : Endless (avec Jay Colin) [Armada Trice]
- 2015 : At the End of the Night (avec Swanky Tunes, feat. C Todd Nielsen) [Armada]
- 2016 : Takeover (avec Sandro Silva) [Revealed Recordings]
- 2016 : Enforcer [Armada Trice]
- 2016 : On and On [Armada Trice]
- 2016 : Beautiful Asian [Showland]
- 2017 : Rage [Armada Trice]
- 2017 : Redline [Armada Trice]
- 2017 : Godfather [Armada Trice]
- 2017 : Fools [Armada Trice]

### Remixes
- 2013 : Julie Thompson, Dinka - Radiate (D-Mad & Arston Remix) [PinkStar Records]
- 2013 : Arty, Fiora - Grand Finale (Arston Remix) [Ministry of Sound (UK)]
- 2014 : EDX - Szeplo (Arston Remix) [PinkStar Records]
- 2014 : Denzal Park, Jon Hume - One Way Home (Arston Remix) [Neon Records]
- 2014 : Bright Lights, 3LAU - How You Love Me (Arston Remix) [Universal-Island Records Ltd.]
- 2015 : Swanky Tunes, C. Todd Nielsen - Fire In Our Hearts (Arston Remix) [Revealed Recordings]
- 2015 : Tritonal, Skyler Stonestreet - Electric Glow (Arston Remix) [Enhanced Music]
- 2015 : Olympic Ayres - Magic (Arston Remix) [Armada Trice]
- 2015 : Jano, Andrew Rayel - How Do I Know (Arston Remix) [Armada Music Bundles]
- 2016 : Mark Sixma & Futuristic Polar Bears - Cupid's Casualty (Arston Remix) [Armada Music]
- 2016 : Armin van Buuren feat. Lyrica Anderson - Gotta Be Love (Arston Remix) [Armada Music]